# بني سكتم (الغنادرة)
بني سكتم هو دُوَّار يقع بجماعة الغنادرة، إقليم سيدي بنور، جهة الدار البيضاء سطات في المملكة المغربية. ينتمي الدوّار لمشيخة الغنادرة التي تضم 27 دوار. يقدر عدد سكانه بـ 143 نسمة حسب الإحصاء الرسمي للسكان والسكنى لسنة 2004.

## روابط خارجية
- البوابة الوطنية للجماعات الترابية نسخة محفوظة 12 مارس 2018 على موقع واي باك مشين.
- المندوبية السامية للتخطيط